# James Lighthill
Sir Michael James Lighthill, FRS FRAeS  (født 23. januar 1924, død 17. juli 1998) var en britisk anvendt matematiker, der var kendt for sit pionerarbejde inden for aeroakustik.
Han nåede at modtage en række hædersbevisninger for sit arbejde i løbet af karrieren, heriblandt Royal Medal i 1964 og Copleymedaljen i 1998.

## Publikationer
- Lighthill, M. J. (1952). "On sound generated aerodynamically. I. General theory". Proceedings of the Royal Society A. 211 (1107): 564-587. Bibcode:1952RSPSA.211..564L. doi:10.1098/rspa.1952.0060. S2CID 124316233.
- Lighthill, M. J. (1954). "On sound generated aerodynamically. II. Turbulence as a source of sound". Proceedings of the Royal Society A. 222 (1148): 1-32. Bibcode:1954RSPSA.222....1L. doi:10.1098/rspa.1954.0049. S2CID 123268161.
- Lighthill, M. J. (1958). Introduction to Fourier Analysis. Cambridge Monographs on Mechanics. Cambridge, UK: Cambridge University Press. ISBN 978-0-521-09128-2.
- Lighthill, M. J. (1958). Introduction to Fourier analysis and generalised functions. New York: Cambridge University Press. ISBN 978-0-521-05556-7.[11]
- Lighthill, M. J. (1960). Higher approximations in aerodynamics theory. Princeton University Press. ISBN 978-0-691-07976-9.
- Lighthill, M. J. (1986). An informal introduction to theoretical fluid mechanics. Oxford: Clarendon Press. ISBN 978-0-19-853630-7.
- Lighthill, M. J. (1987). Mathematical Biofluiddynamics. CBMS-NSF Regional Conference Series in Applied Mathematics. Society for Industrial Mathematics. ISBN 978-0-89871-014-4.
- Lighthill, M. J. (2001). Waves in fluids. Cambridge, UK: Cambridge University Press. ISBN 978-0-521-01045-0.
- Lighthill, M. J. (1997).  Hussaini, M. Yousuff (red.). Collected papers of Sir James Lighthill. Oxford: Oxford University Press. ISBN 978-0-19-509222-6.